# Wohlau (Belgern-Schildau)
Wohlau ist ein Ortsteil der Stadt Belgern-Schildau im Landkreis Nordsachsen in Sachsen.

## Lage
Das Gassendorf mit Blockflur befindet sich im Gebiet Belgern-Mühlberg Elbe-Aue am Ostrand der Dahlener Heide westlich der Bundesstraße 182 und der Elbe. Die Kreisstraße 8924 führt durch den ländlichen Raum und Ort.

## Geschichte
Der kleine Ort befindet sich östlich der Dröschkauer Heide und ist ein Heideranddorf in hügeliger Umgebung. Erstmals im Jahre 1314 als Wolov oder Wulov erwähnt, leitet sich der Name aus dem Altsorbischen her. Die Bewohner waren lange dem Rittergut Plotha des Wurzener Stiftshauptmanns von Gablenz zinspflichtig. Sie unterlagen auch der Gerichtsbarkeit des Plothaer Ritterguts. Ab 1520 wurde das Dorf verlassen und mehr als zwei Jahrhunderte lag es wüst. Ab dem Jahre 1768 wurde der Ort neu besiedelt und von da an Wohlau genannt. Im Ort steht keine Kirche. Die Einwohner sind nach Staritz eingepfarrt, nutzen auch den dortigen Friedhof.
1818 lebten in Wohlau 116 Menschen in 26 Häusern. In der hiesigen Schäferei arbeiteten sechs Leute. Bis heute prägen Land- und Forstwirtschaft das Dorf durch ausgedehnte Feld- und Wiesenpläne sowie durch Waldgebiete. Im Ortskern reihen sich die Dreiseitenhöfe aneinander. Früher arbeiteten die meisten Dorfbewohner in ihren Bauernwirtschaften, im Forst, auf den Rittergütern der Umgebung und seit dem 19. Jahrhundert auch in den umliegenden Städten. Nach 1990 gingen viele ehemalige LPG-Bauern und Forstarbeiter in den Vorruhestand. Jüngere Leute arbeiten meist in Torgau, Belgern, Riesa oder Mühlberg. Für die Wohlauer Schulkinder ist Belgern, Torgau und Strehla der Schulort. Die Gemeindebibliothek und die Schwesternstation wurden nach 1990 aufgelöst. Vor allem Personal- und Buchbeschaffungskosten konnte die kleine Gemeinde nicht mehr aufbringen. Früher gab es im Dorf einen Gesangsverein und eine Schalmeienkapelle. Seit 1991 organisiert ein Geselligkeitsverein Kulturveranstaltungen. Hier betätigen sich vor allem junge Wohlauer Familien.
Seit ungefähr 1899 gibt es in Wohlau einen Gasthof, der inzwischen den Namen Wirtshaus Zur Heide trägt. Fast die Hälfte der Gemeindegemarkung bedeckt Wald.
Bisher spielte der Fremdenverkehr für Wohlau kaum eine Rolle, touristische Attraktionen und Übernachtungsmöglichkeiten fehlten. Die etwas abseitige Lage zog jedoch einige Leipziger an. Sie errichteten in der näheren Umgebung ihre Wochenendgrundstücke. Wohlau eignet sich gut als Ausgangspunkt für Wanderungen und Radtouren. Die Tauschenberge, Hügel östlich der Straße nach Treptitz, sind nach der Wüstung Tauschau benannt. Nach Auskunft einer Ortskundigen soll in Wohlau früher ein Dorfgespenst ein Unwesen getrieben haben.
Am 20. Juli 1950 wurden Oelzschau und Seydewitz nach Wohlau eingemeindet. 1994 wurde die Gemeinde Wohlau mit ihren Ortsteilen in die Stadt Belgern eingegliedert, die seit dem 1. Januar 2013 zur Stadt Belgern-Schildau gehört. Im Jahr 2014 wurde alle 700 Jahre Wohlau gefeiert.
In der Nähe des Ortes befindet sich der eiszeitliche Findling Blauer Stein, ein Felsblock aus Rotsteinkiesel, einer der größten Findlinge im ehemaligen Leipziger Bezirk. In der „Grünen Telle“, wenige Kilometer vom Ort entfernt, befindet sich eine unter Schutz stehende Stieleiche.

Es gibt auch ein altes Gemeindehaus, was früher eine Dorfschule war und heute als Wohnhaus genutzt wird. Klinkerbau mit Satteldach, ortsgeschichtliche und sozialgeschichtliche Bedeutung. Eingeschossiger Backsteinbau über Natursteinsockel, traufständig, Satteldach, eine Dachhälfte nachträglich mit Ausbau versehen, Eingang mittig, originale Haustür, an der Straßenseite Inschriftentafel mit Dreieckverdachung, Inschrift: „Heimat Schule zu Wohlau“.

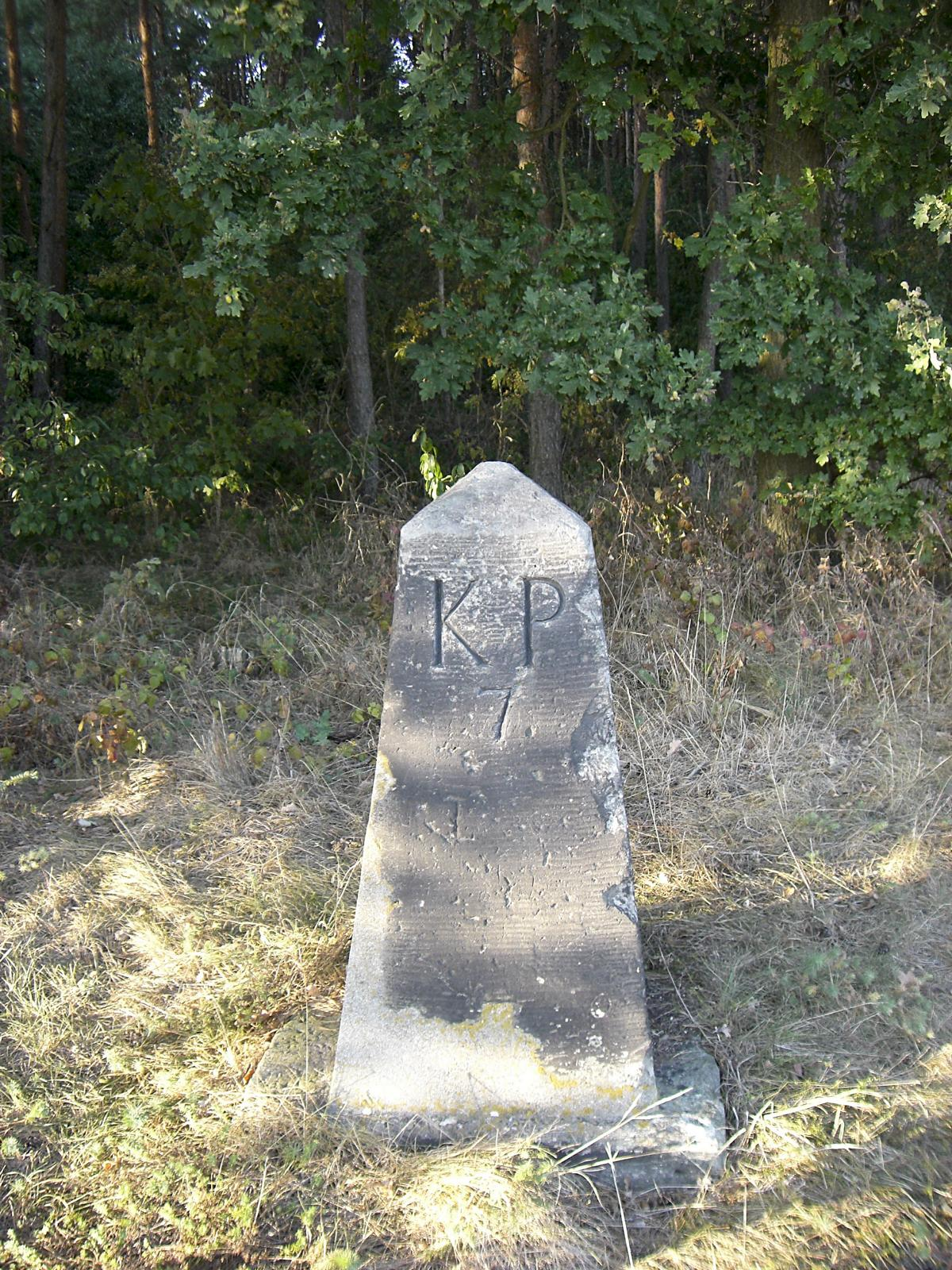
Grenzstein zwischen dem KS und KP

### Ehemalige Grenze Preußen und Sachsen
Zwischen den Dörfern Wohlau und Treptitz steht ein Grenzstein, denn genau da verlief die Grenze zwischen dem Königreich Sachsen und Königreich Preußen. Scharrierter Pyramidenstumpf aus Sandstein mit Plinthe direkt auf der Grenzlinie, gegenüberliegend eingemeißelt Nummer 7 und Landeskürzel K.P./K.S., zugehörig 20 Läufersteine in unregelmäßigen Abständen auf der Grenzlinie, Stein sehr gut erhalten. Die historische Bedeutung dieser Kulturdenkmale ist: „Nach dem Ende der Herrschaft Napoleons wurden die Grenzen Europas auf dem Wiener Kongress vom 18. September 1814 bis zum 9. Juni 1815 neu festgelegt. Sachsen, das an der Seite Napoleons gekämpft hatte und somit zu den Unterlegenen gehörte, musste auf Beschluss der Siegermächte fast zwei Drittel seines Territoriums abtreten. Nahezu alle diese Gebiete wurden Preußen zugeteilt und gingen in der preußischen Provinz Sachsen auf. Ab 1828 ersetzte man die hölzernen Grenzpfähle sukzessive durch wesentlich solidere Grenzsteine, deren Gestaltung auf preußische Entwürfe zurückgeht und die als Pilare (spanisch ‚Säule‘) bezeichnet werden. Insgesamt können vier Arten von Grenzsteinen unterschieden werden. Sie sind von Ost nach West nummeriert, wobei die Zählung an der Elbe neu beginnt (rechtselbisch Grenzsteine Nummer 1–212, linkselbisch Nummer 176). Die Denkmaleigenschaft der Sächsisch-Preußischen Grenzsteine ergibt sich aus ihrer geschichtlichen Bedeutung, sie erinnern an ein für Sachsens Geschichte einschneidendes Ereignis.“

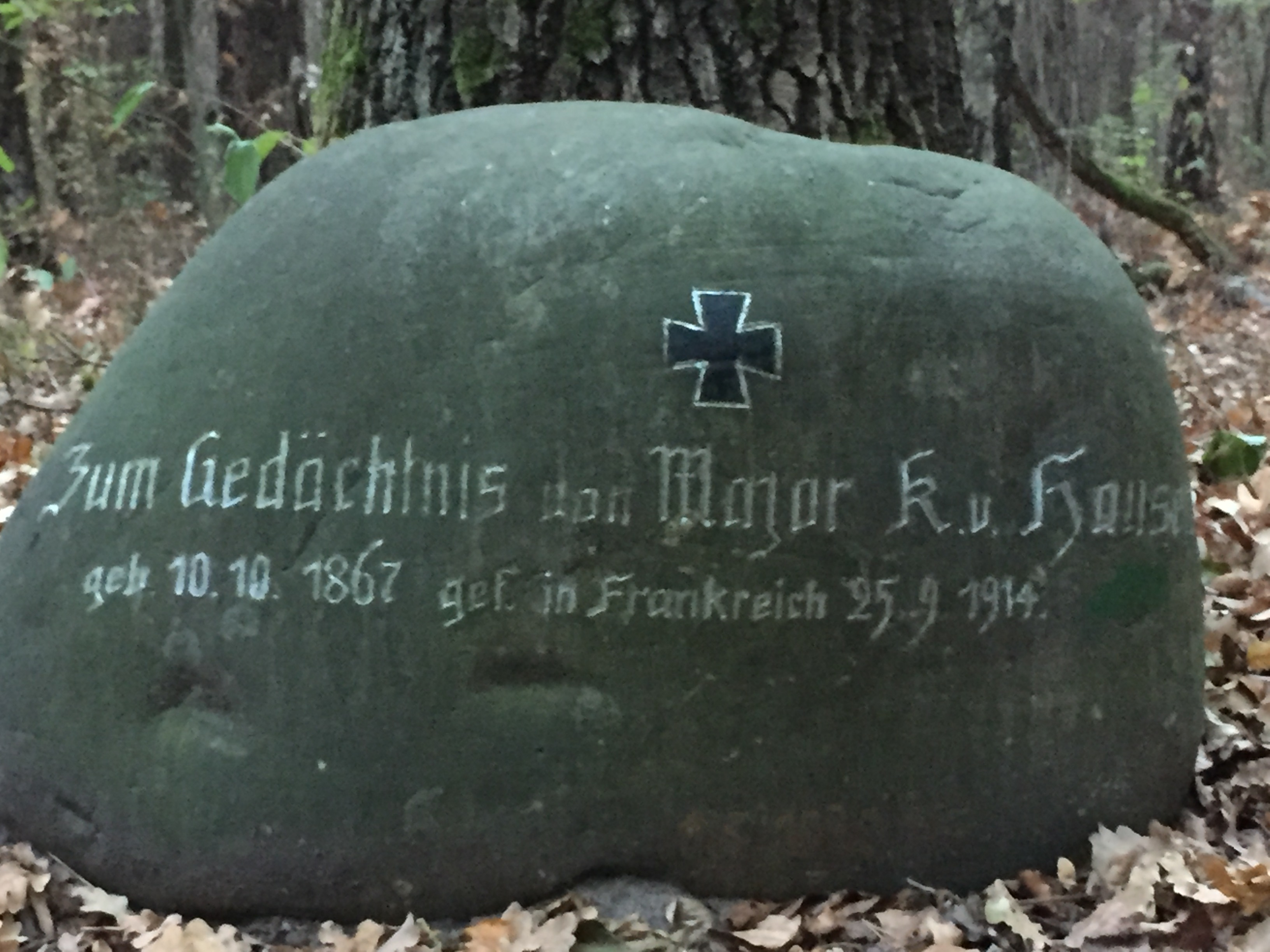
Zum Gedächtnis an Major K. v. Hausen

### Gedenkstein Major K. v. Hausen
Zwischen Wohlau und Oelzschau gibt es einen Gedenkstein, die Inschrift des Steines: „Zum Gedächtnis von Major K. v. Hausen, 10. 10.  1867 – gef. 25. 09.1914 in Frankreich“. Der Stein gilt dem Gedenken an Franz Kurt von Hausen Gorsleben, geboren am 10. Oktober 1867 in Magdeburg. Sein Vater war Adolf Erwin Max von Hausen, Herr auf Gorsleben „Blauer Hof“, seine Mutter war Anna von Hausen, gebürtige Stephann, aus Tauschwitz. Laut Kriegsgräberverzeichnis des Volksbundes befindet sich die letzte Ruhestätte von Major Franz Kurt von Hausen in Manicourt in Frankreich, er wurde in die Endgrablage Block 4, Grab 229, umgebettet. Ursprünglich war er in Marchelepot bei Peron begraben worden. Den Stein im Oelzschauer Forst ließ seine Schwester Meta Clara Ida Ruyter (1872 bis 1939), geborene von Hausen, nach 1920 zum Gedächtnis an ihren Bruder setzen. Sie lebte auf dem Rittergut Plotha und starb am 10. Juni 1939 in Torgau.